# Acanthaphritis barbata
Acanthaphritis barbata är en fiskart som först beskrevs av Osamu Okamura och Kishida, 1963. Acanthaphritis barbata ingår i släktet Acanthaphritis och familjen Percophidae. Inga underarter finns listade i Catalogue of Life.